# Escoussans
Escoussans é uma comuna francesa na região administrativa da Nova Aquitânia, no departamento da Gironda. Estende-se por uma área de 5,14 km². Em 2010 a comuna tinha 301 habitantes (densidade: 58,6 hab./km²).